# Trêveszaal

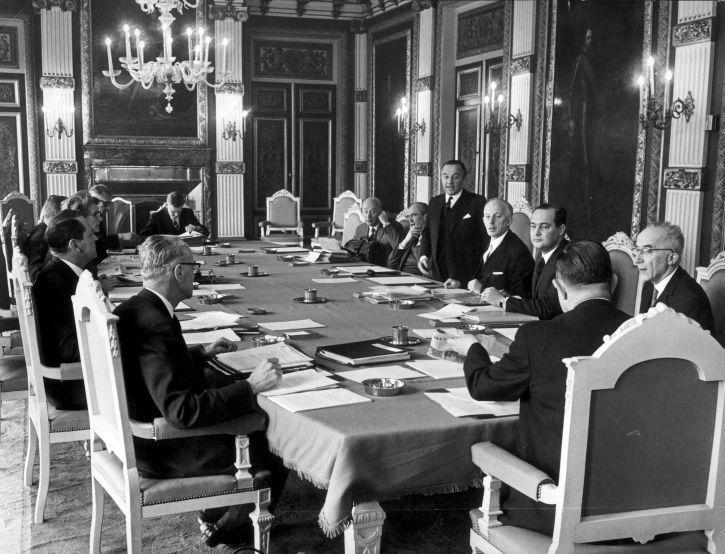
Het kabinet De Jong (1967-71) voor het eerst bijeen in de Trêveszaal, 7 april 1967. Rechts achter de tafel v.l.n.r: Bakker, Witteveen, De Jong, Middelburg, Merckelbach, Polak. Links: Udink, Klompé, Lardinois, De Block, Beernink

De Trêveszaal is een historische vergaderzaal uit 1697 op het Binnenhof in Den Haag en maakt deel uit van de gebouwen van het ministerie van Algemene Zaken. Sinds 1977 is het de vaste vergaderzaal van de Nederlandse ministerraad. De Trêveszaal en de ernaast gelegen Statenzaal worden ook gebruikt voor officiële ontvangsten van de minister-president en de ministerraad. Trêve is Frans voor 'bestand'; de naam van de zaal verwijst naar de onderhandelingen die hier in 1608 met Spanje plaatsvonden, voorafgaand aan het Twaalfjarig Bestand (1609-1621).
De zaal kijkt uit op de Hofvijver. In de galerij boven de Binnenpoort bevindt zich het portaal dat toegang geeft tot de Trêveszaal en de Statenzaal.

## Geschiedenis
De geschiedenis van dit deel van het Binnenhof gaat terug tot de middeleeuwen, toen op deze plek gebouwen stonden van het grafelijke Hof van Holland. De bebouwing van het Binnenhof had geleidelijk plaatsgevonden in de loop van de eeuwen. Op de plek van de huidige Trêveszaal stonden enkele 14e-eeuwse gebouwen waarin de graaf van Holland, Albrecht van Beieren, met zijn gezin had gewoond. De Kleefse Kamer (ook: Beierse Kamer) uit circa 1360, herinnert nog aan de tweede vrouw van graaf Albrecht; Margaretha van Kleef (1375-1411). Vanaf de Hofvijver zijn de contouren ervan te herkennen aan de gevel met een vierkante, torenvormige bekroning met kantelen. In 1588 begon de Staten-Generaal gebruik te maken van vergaderruimten in de gebouwen die toen op deze plaats stonden. In 1608 vonden in een van deze vertrekken vredesonderhandelingen plaats tussen de Republiek der Zeven Verenigde Nederlanden en de Spanjaarden. De Trêveszaal of Bestandszaal, zou hier later zijn naam aan ontlenen. De inrichting van de oude gebouwen zal eenvoudig zijn geweest. In 1620 noemde een buitenlandse bezoeker deze vertrekken een "povero luogo", ofwel een 'armoedige plek'. De vertrekken vielen steeds meer uit de toon in vergelijking met de groeiende macht en het toenemende aanzien van de Staten-Generaal. Het zou echter nog lang duren voordat dit leidde tot een besluit tot een ingrijpende verbouwing.
De Staten-Generaal van de Nederlanden, het hoogste bestuursorgaan van de Republiek, gaf in 1696 aan de Frans-Hollandse bouwmeester Daniël Marot (1660/1661-1752) opdracht om twee bestaande ruimten te verbouwen tot een zaal waar gezanten op gepaste wijze ontvangen konden worden. Daarbij werd ook het plafond aanzienlijk verhoogd en de gevel aan de Hofvijverzijde vervangen. De in Louis XIV-stijl herbouwde zaal werd in oktober 1697 in gebruik genomen.

### Vormgeving en kunst
De wanden van de zaal worden in velden verdeeld door Ionische pilasters, waarboven horizontale vergulde banden met druiven en schelpen. Daarboven een kooflijst waaruit wit geschilderde houten hermen verschijnen die zijn vervaardigd door beeldhouwer Johannes Blommendael. Aan de korte zijden van de zaal twee schouwen met tussen pilasters 'gevatte' schilderingen. De pilasters worden bekroond door een boogvormige timpaan met boven elke schouw twee hermen waartussen een wapenschild. Op een banderolle staat het toenmalig motto van de Republiek, dat luidde: Concordia res parvae crescunt.
Aan de wand tegenover de ramen bevinden zich in de lambriseringen opgenomen portretten van de stadhouders Willem de Zwijger, Maurits, Frederik Hendrik en Willem II, die door Jean Henri Brandon zijn geschilderd; boven een van de stookplaatsen hangt het portret van stadhouder-koning Willem III. De plafondschildering van olieverf op het kalk is van de hand van de Haagse schilder Theodoor van der Schuer en heeft als onderwerp De Eendracht van de Zeven Provinciën.
De rechthoekige uitbouw aan de Hofvijverzijde heeft een stucplafond in Lodewijk XIV-stijl van de hand van Johannes Sima. Het symmetrische vlak is gevuld met ruiten, waarin rozetten, bloemkelkjes, kwastjes, acanthusblad en schelpen. Boven de doorgang naar de uitbouw staat de tekst "In 't Vreedejaer 1697".
Bij verbouwingen van het Binnenhof in 1879 en 1913 zijn deze monumentale zaal en aangrenzende ruimten gespaard gebleven.

### Later gebruik
Koning Willem I werd in 1815 in de Trêveszaal tot koning uitgeroepen en werd daarmee Koning Willem I van het Koninkrijk der Nederlanden.
Van 1815 tot 1849 werd de Trêveszaal gebruikt voor vergaderingen van de Eerste Kamer der Staten-Generaal. Daarna verhuisde de Eerste Kamer naar de uit 1655 daterende vergaderzaal van de Staten van Holland aan de zuidzijde van het Binnenhof.
Tussen 1879 en 1882 werden de gebouwen rondom de Trêveszaal in opdracht van het Rijk ingrijpend gerenoveerd en gerestaureerd door de architect Ferdinand Jacob Nieuwenhuis. De gevel van de Trêveszaal aan de Hofvijver heeft daarbij een (neorenaissance) aanzien gekregen naar de historische inzichten van die tijd.
Voor 1977 heeft de ministerraad niet alleen in de Trêveszaal vergaderd, maar ook in het Catshuis en in de gebouwen van de toenmalige ministeries van Justitie, Binnenlandse Zaken en Koloniën.
In 2002 werden de faciliteiten in de zaal met behoud van de historische uitstraling aangepast aan het huidige gebruik. Een Amsterdams architectenbureau ontwierp een nieuwe vergadertafel en twee kroonluchters. Ook werden de gordijnen en het tapijt vernieuwd.

## Vergaderingen
De vergaderingen van de Ministerraad vinden iedere vrijdag plaats aan een lange tafel, waarbij de minister-president in het midden zit, de ministers op vaste plaatsen. Ook het hoofd van de Rijksvoorlichtingsdienst is aanwezig. Bij ontvangsten kan de tafel worden vervangen door kleinere, ronde tafeltjes.

## Trivia
- In 1697 werd hier een delegatie van Russische gezanten ontvangen. Tsaar Peter I woonde toen in Zaandam.
- In 1995 ontmoetten minister-president Kok en de Duitse Bondskanselier Kohl elkaar in de Trêveszaal.
- Ook Nijmegen kent een Trêveszaal (in het Stadhuis). Daar werd in 1679 de Vrede van Nijmegen getekend.
- Minister van Buitenlandse Zaken Maxime Verhagen werd in 2009 door premier Balkenende berispt toen hij een foto in de zaal maakte en die op internet plaatste.[4]